# 安德烈·薩
安德烈·雷森德·薩（葡萄牙語：André Rezende Sá，1977年5月6日—），巴西男子職業網球運動員。曾代表國家參加過2004年、2008年、2012年以及2016年夏季奧林匹克運動會。
截止目前為止，薩奪得7座ATP雙打冠軍。

## 外部連結
- 安德烈·薩（英文/西班牙文）的官方資料
- 安德烈·薩的國際網球總會 職業／青少年 官方資料（英文）
- 安德烈·薩的官方資料（英文）